# Pierre Marie

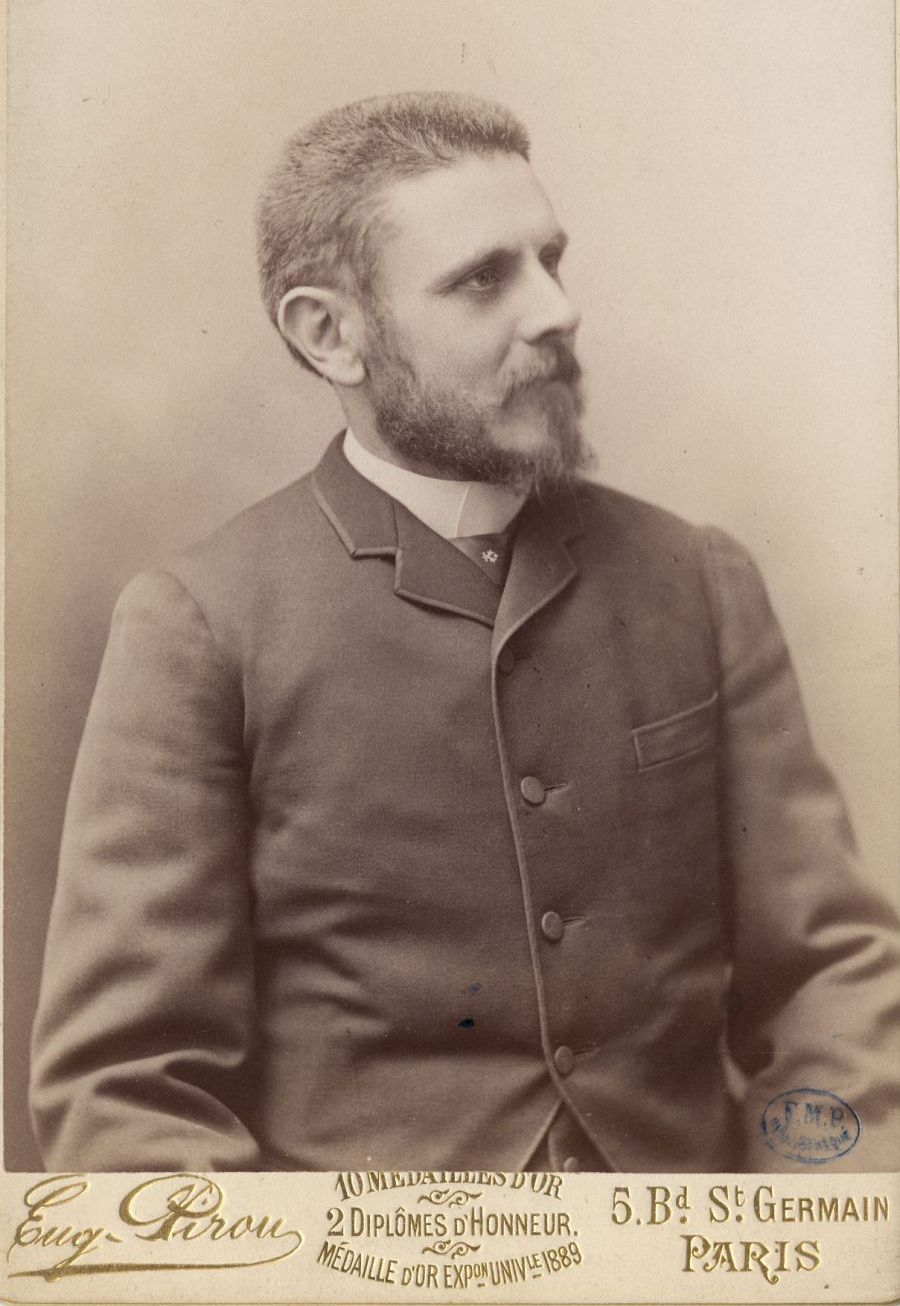
Pierre Marie, um 1900

Pierre Marie (* 9. September 1853 in Paris; † 13. April 1940 in Pradet bei Cannes) war ein französischer Neurologe und Professor in Paris.

## Leben und Ausbildung
Pierre Marie wurde am 9. September in Paris geboren. Er stammte aus einer großbürgerlichen Familie. Am Ende seiner Gymnasialjahre musste er, nur dem Wunsche seines Vaters gehorchend, in Paris Jura studieren. Nach drei Jahren konnte er sich endlich an der Medizinischen Fakultät einschreiben. 1878 wurde er zum Interne des Hôpitaux de Paris ernannt. Er war Interne bei Broca, Bouchard und Charcot am Hôpital de la Salpêtrière. Die Doktordissertation (1883) war ein Beitrag zur Erforschung und Erkennung der „formes frustes“ der Basedowschen Krankheit. Im Jahr 1886 veröffentlichte er, zusammen mit seinem Lehrer Charcot, die Arbeit Über eine besondere Form von progressiver Muskelatrophie..., einer Krankheit, die bald die „Amyotrophe von Charcot-Marie“ genannt wurde, sowie einen Beitrag über die Akromegalie.

## Wirken
1888 wurde Pierre Marie zum Médecin des Hôpitaux de Paris (leitender Arzt) am Hôpital Salpêtrière ernannt, 1899 zum außerordentlichen Professor an der Medizinischen Fakultät Paris. Dann wurde Marie Abteilungsdirektor am Krankenhaus Bicêtre als Nachfolger von Dejerine. 1907 erhielt Pierre Marie den Lehrstuhl für pathologische Anatomie an der Pariser Medizinischen Fakultät und kehrte an die Salpêtrière zurück. Nach dem Tode von Dejerine wurde ihm 1917 der Lehrstuhl für Krankheiten des Nervensystems übertragen. Ab 1918 war er Nachfolger von Charcot an dem Hôpital Salpêtrière. 1924 trat Pierre Marie in den Ruhestand. 
Pierre Marie hat ein Werk hinterlassen, das in der Neurologie einen hervorragenden Platz einnimmt. Lebhafte Reaktionen hatte Pierre Marie mit seinen Beiträgen zur Aphasielehre ausgelöst. Marie bestritt die Rolle der dritten linken Stirnwindung (sogenannte Broca-Region) für die Sprachfunktion. Er führte drei Beweise für seine These ins Feld:
- Erstens: es sind Schäden der Broca-Region bekannt ohne Aphasie.
- Zweitens: es gibt Fälle von Broca-Aphasie bei intakter dritter Stirnwindung.
- Drittens: er zeigte an den Krankengeschichten der Ausgangsfälle von Broca, dass dieser bei seinen Deutungen von den Lehren über Phrenologie von Franz Gall beeinflusst war.

Nach ihm sind das Foix-Chavany-Marie-Syndrom und das Marie-Foix-Alajouanine Syndrom benannt. Wie Wladimir Bechterew und Adolf von Strümpell beschrieb er, unterstützt von Léri, 1898 und 1906 die auch Morbus Strümpell-Marie-Bechterew genannte Spondylitis ankylosans unter dem Namen spondylose rhizomélique. Dank Maries und dessen Schüler Arbeiten hat die Spondylitis ankylosans oder ankylosierende Spondylitis um 1900 ihre Anerkennung als Krankheit eigener Prägung gefunden.

## Schriften
- Des formes frustes de la maladie de Basedow. Thèse de doctorat, Paris, 1883.
- Sclerose en plaques et maladies infectieuses. 1884.
- Sur deux cas d’acromégalie; hypertrophie singulière no congénitale des extrémités supérieures, inférieures et céphalique. In: Revue Méd Franç (Paris). Band 6, 1886, S. 297–333.
- De la déviation faciale dans l’hémiplégie hystérique.
- Sur une form particulière d'atrophie musculaire progressive; souvent familiale, débutant par les pieds et les jambes et atteignant tard les mains. Zus. mit Jean-Martin Charcot. Rev Méd, Paris, 1886, 6: 97
- Hystérie dans l’intoxication par le sulfure de carbone. 1888.
- Ostéoarthropathie hypertrophiante pneumique. 1890.
- Essays on Acromegaly. Zus. mit J.D. Souza-Leite. London, The New Sydenham Society 1891.
- Leçons sur les maladies de la moëlle épinière. Paris, G. Masson 1892; deutsch: Vorlesungen über die Krankheiten des Rückenmarkes, Leipzig und Wien, F. Deuticke 1894
- Sur l'hérédo-ataxie cérébelleuse. Semaine médicale, Paris, 1893, 13: 444.
- Leçons de clinique médicale. Hôtel-Dieu, 1894–1895.
- Sur un syndrome clinique et urologique se montrant dans le diabète lévulosurique et caractérisé par un état mélancolique avec insomnie et impuissance. Zus. mit Robinson. 1897.
- L’évolution du langage considéré au point de vue de l’étude de l’Aphasie. 1897.
- Dysostose cléido-crânienne héréditaire. Paul Sainton (1868–1958). 1897.
- mit Ch. Astíé: Sur un cas de cyphose hérédo-traumatique. In: Presse méd. Band 5, 2. Semester, 1897, S. 205 ff.
- Sur la spondylose rhizomélique. In: Revue de Médecine. Band 18, 1898 S. 285–315.
- mit André Léri: La spondylose rhizomélique. In: Nouv. Iconogr. Salpêt. Band 19, 1906, S. 32 ff.
- La pratique neurologie. Masson et Cie, Paris 1911.
- mit anderen: Service que peut rendre la ponction rachidienne pratique à des étages differents pour le diagnostic de la hauteur d’une compression médullaire. In: Revue neurologique Band 25, 1913, S. 712 ff.
- mit André Léri: Pagetsche Knochenkrankheit. In: Handbuch der Neurologie. Band 4. Berlin 1913.
- mit anderen: Les localisations motorices dans les nervs peripheriques. In: Bull. Acad. de Méd. Band 74, 1915, S. 798 ff.
- mit C. Chatelin: Note sur un syndrome de paralysie flasque plus ou moins généralisée avec abolition des reflexes, hyperalbuminose massive et xantochromie vers la guerison et de nature indéterminée. In: Revue neurologique. Band 30, 1916, S. 564–565.
- Neurologie. 2 Bände. Paris 1923.
- Travaux et mémoires. Masson et Cie, Paris 1926 und 1928.

## Weiterführende Literatur
- Barbara I. Tshisuaka: Marie, Pierre. In: Werner E. Gerabek, Bernhard D. Haage, Gundolf Keil, Wolfgang Wegner (Hrsg.): Enzyklopädie Medizingeschichte. De Gruyter, Berlin/New York 2005, ISBN 3-11-015714-4, S. 893.